# 维勒隆格多德
维勒隆格多德（法語：Villelongue-d'Aude，法語發音：[vil.lɔ̃ɡ dod] ⓘ）是法国奥德省的一个市镇，属于利穆区。

## 地理
维勒隆格多德（43°3'15"N, 2°5'42"E）面积13.11 平方千米，位于法国奧克西塔尼大區奥德省，该省份为法国南部沿海省份，北起塔恩省，西北接上加龙省，西接阿列日省，南至东比利牛斯省，东临地中海，东北与埃罗省接壤。
与维勒隆格多德接壤的市镇（或旧市镇、城区）包括：阿雅克、阿莱涅、拉伯佐勒、库尔托利、卢皮亚、蒙托、波米。

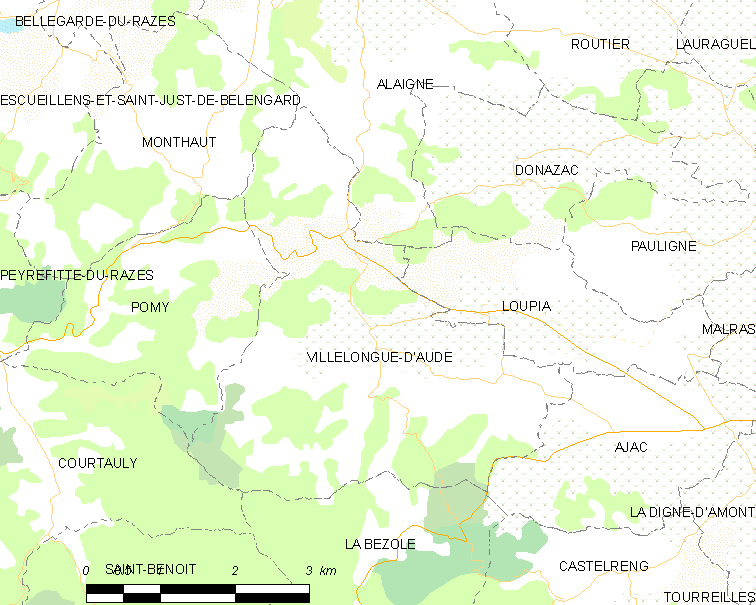
维勒隆格多德的OSM定位图

维勒隆格多德的时区为UTC+01:00、UTC+02:00（夏令时）。

## 行政
维勒隆格多德的邮政编码为11300，INSEE市镇编码为11427。

## 政治
维勒隆格多德所属的省级选区为利穆地区县。

## 人口

1962-2008年间维勒隆格多德人口变化图示

维勒隆格多德于2022年1月1日时的人口数量为314人。